# Ankershagen
Ankershagen är en kommun och ort i Landkreis Mecklenburgische Seenplatte i förbundslandet Mecklenburg-Vorpommern i Tyskland.
Kommunen ingår i kommunalförbundet Amt Penzliner Land tillsammans med kommunerna Kuckssee, Möllenhagen och Penzlin.